# Memorie postume di Brás Cubas
Memorie postume di Brás Cubas è un romanzo dello scrittore e poeta brasiliano Machado de Assis, pubblicato nel 1881.
Il libro ripercorre la storia di tale Brás Cubas attraverso le parole del  protagonista, ormai defunto.

## Sinossi
Narrato in prima persona, il narratore è Brás Cubas, un uomo che è morto e che desidera scrivere la sua autobiografia. Nascondo(?) una tipica famiglia dell'élite di Rio de Janeiro del XIX secolo, dalla tomba o dai morti a causa dei loro ricordi postumi che iniziano con una "Dedizione": Al verme che per primo ha rosicchiato come carne fredda dal mio cadavere la dedica come un ricordo nostalgico di questi ricordi. Seguita dalla dedica, nell'altro capitolo, "Ao Leitor", ( dove?)o il suo narratore spiega o lo stile del suo libro, mentre o il prossimo, "Death of the Author", inizia davvero con la narrazione, spiegando i suoi funerali e poi la causa della morte, un polmonite contratta nel frattempo o "gesso di Brás Cubas", una panacea medicinale che fu la sua ultima ossessione e che "avrebbe preservato la sua gloria tra gli uomini". Nel capitolo VII, "O Delírio", racconta ciò che ha preceduto la morte. 
Nel capitolo IX iniziano i ricordi. Brás Cubas inizia ricordando la propria infanzia di ragazzo ricco, viziato e diabolico: fin da piccolo mostrava il soprannome di "ragazzo diavolo" e mostrava già segni di natura perversa rompendo le teste degli schiavi quando non era assistito da qualcuno che voleva o cavalcando uno dei bambini del schiavi di casa sua, il ragazzo Prudêncio, che giocava a cavalli. A diciassette anni Brás Cubas si innamora di Marcela, "amica di ragazzi e soldi", una prostituta di lusso, un amore che dura "quindici mesi e undici contos de réis", e che ha quasi messo fine alla fortuna della famiglia.
Per dimenticare questa delusione amorosa, il protagonista viene mandato a Coimbra, dove si laurea in giurisprudenza, dopo alcuni anni di pioniere bohémien, "facendo romanticismo pratico e liberalismo teorico".
Ritorna a Rio de Janeiro al momento della morte della madre. Dopo aver incorrettamente frequentato Eugênia, "coscia di nascita", figlia di D. Eusébia, un povero amico di famiglia, il padre ha intenzione di metterlo in politica attraverso il matrimonio e inoltra il rapporto del figlio con Virgilia, figlia del consigliere Dutra, che lo sponsorizzerà il futuro genero. Tuttavia, Virgilia preferisce sposare Lobo Neves, anch'egli candidato alla carriera politica. Con la morte del padre di Brás Cubas, nasce un conflitto tra lui e sua sorella, Sabrina, sposata con Cotrim, sull'eredità.
Quando Virgília ricompare, annunciata dal cugino Luís Dutra, incontra Brás Cubas e diventano amanti, vivendo nell'adulterio la passione che non avevano quando erano fidanzati. Virgilia rimane incinta, ma il bambino muore prima di nascere. Per mantenere il suo rapporto d'amore discreto, Brás Cubas corrompe Dona Plácida, che per cinque contos de réis accetta di essere residente in una piccola casa a Gamboa, che di fatto funge da incontro tra amanti. Poi l'incontro del protagonista con Quincas Borba, un amico d'infanzia che ora è infelice, gli ruba l'orologio e poi glielo restituisce. Quincas Borba, un filosofo pazzo, introduce l'umanitismo al suo amico.
Brás Cubas diventa deputato, mentre Lobo Neves viene nominato presidente di una provincia e parte con Virgilia a nord, quando la relazione tra amanti finisce. Sabina trova una sposa per Brás Cubas, Nhã-Loló, nipote di Cotrim di 19 anni, ma muore di febbre gialla e Brás Cubas diventa definitivamente scapolo. Cerca di essere ministro di Stato ma fallisce; ha trovato un giornale dell'opposizione che è fallito. Quincas Borba mostra i primi segni di demenza. Virgilia, già anziana e sfigurata nella sua bellezza, gli chiede sostegno dalla difficile situazione di Dona Plácida, che poi muore. Muoiono anche Lobo Neves, Marcela e Quincas Borba. Eugênia si trova in un caseggiato. L'ultimo tentativo di gloria, quindi, è il "cerotto Brás Cubas", un rimedio che curerebbe tutte le malattie; ironia della sorte, in uno dei suoi viaggi per strada per prendersi cura del suo progetto, si bagna sotto la pioggia e prende una polmonite, di cui muore, all'età di 64 anni. Virgilia, accompagnata dal figlio, lo visita a letto e, dopo una lunga delusione, muore assistita da alcuni familiari. Dopo la sua morte, iniziò a raccontare la storia della sua vita a ritroso.